# Феррарис, Маурицио
Маурицио Феррарис (Турин, 7 февраля 1956) — итальянский философ и академик.
С 1995 года профессор теоретической философии в Туринском университете. Учился в Турине, Париже, Гейдельберге. Руководит журналом «La rivista di Estetica», а также участвует в создании таких журналов как Critique, il Circulo Hermeneutico editorial и aut aut. С 2010 года пишет в раздел про культуру газеты Repubblica. Создал серию видеолекций «Философия в движении» для телеканала Rai Cultura, с 2015 года ведёт программу «Состояние искусства» на канале Rai 5, посвящённый темам политики и культуры.
В эстетике его имя связывают с теорией чувствительности, социальной онтологией, понимаемой как онтология документов, а также с преодоление постмодернизма через новый реализм.

## Биография
Маурицио Феррарис закончил философский факультет в Турине в 1979 году, под руководством Джанни Ваттимо. В первые годы его деятельность распространялась на три сферы: преподавание, культурные исследования и журнализм.
В начале восьмидесятых знакомится с Жаком Дерридой, который значительно повлиял на формирование его личности. В академическом плане, после двух лет преподавания в Мачерате (1982-83), в 1984 году начинает преподавать в Триесте, перемежая с поездками в Гейдельберг, где изучает герменевтику, общаясь с Хансом-Георгом Гадамером. В 1995 году его зовут в Туринский университет в качестве профессора эстетики. До 1999 года преподаёт теоретическую философию.

## Новый реализм и критика
Маурицио Феррарис сформулировал понятие эстетики не как философию искусства, а как онтологию восприятия и чувственного опыта в своей книге «Рациональная эстетика» в 1997 году. Дальше эту тему он развивает в Манифесте нового реализма (2012 год). Новый реализм, принципы которого были заложены М. Феррарисом в своей статье от 8 августа 2011 года в газете «Република», идентифицирует себя в синергии трёх основных понятий — Онтология, Критика, Просветительство.
Дебаты вокруг нового реализма ведутся постоянно, в современной истории культуры нет равных по размерам и количеству обсуждений. «Манифест нового реализма» переведён на чилийский и испанский языки